# Pachydissus congolensis
Pachydissus congolensis es una especie de escarabajo longicornio del género Pachydissus, tribu Cerambycini, subfamilia Cerambycinae. Fue descrita científicamente por Hintz en 1911.

## Descripción
Mide 50-55 milímetros de longitud.

## Distribución
Se distribuye por Camerún, Costa de Marfil, Gabón y República Democrática del Congo.